# Complexe d'espèces cryptiques
En biologie, un complexe d'espèces cryptiques est un groupe d'espèces qui satisfait à certaines définitions de l'espèce telles que la définition biologique (elles sont isolées reproductivement l'une de l'autre) ou la définition phylogénétique de l'espèce (leurs lignées génétiques ont une importante différenciation génétique), indiquant une divergence ancienne, mais qui ne sont pas faciles voire impossibles à distinguer d'un point de vue morphologique.
Souvent il a fallu attendre l’avènement des méthodes de la biologie moléculaire pour savoir les distinguer, ce qui a fréquemment conduit ensuite à leur trouver quelques différences morphologiques auparavant peu évidentes, plus ou moins fiables, permettant de décrire les espèces. Mais il est aussi fréquent que les espèces ne puissent être séparées qu'en utilisant des données non morphologiques, telles les séquences génétiques, la bioacoustique ou par l'étude des traits écologiques ou de leur cycle de vie, et on peut alors véritablement parler d'espèces cryptiques. Ces espèces sont souvent parapatriques ou allopatriques (il s'agit dans ce cas souvent - mais pas toujours - d'espèces vicariantes ayant des niches écologiques semblables dans des zones géographiques distinctes), mais aussi fréquemment sympatriques (les espèces se sont alors différenciées par leurs niches écologiques distinctes, comme des différences de régime alimentaire, d'habitat, de leur cycle de vie, ou dans leurs systèmes de reconnaissance chimique, au sein d'une même zone géographique, au moins sur une partie de leurs aires de répartition respectives où elles cohabitent).
Toutefois, un certain nombre d'espèces pourraient être considérées comme cryptiques du fait de méthodes d'étude inadaptées des critères morphologiques, notamment dans le cas de certaines espèces dites « simples », c'est-à-dire avec peu de critères morphologiques apparents, telles les anémones de mer, ou certains annélides.

## «Super-espèce»
Un concept relié est la super-espèce. C'est un groupe d'au moins deux espèces plus ou moins distinctes (fréquemment avec des distributions parapatriques, mais pas toujours), utilisé à la manière d'un rang taxonomique juste au-dessus de l'espèce mais en dessous du genre et du sous-genre, ce qui permet d'en exclure d'autres espèces plus distinctes du même genre ou sous-genre. Tous les complexes d'espèces cryptiques ne sont pas des super-espèces, et vice-versa, mais de nombreux complexes le sont. Une super-espèce constituée de deux espèces sœurs est appelé paire d'espèces.

## Vers une réévaluation du nombre d'espèces?
L'évidence de l'identification des espèces cryptiques a conduit certains à conclure que les estimations actuelles de la richesse spécifique globale est trop faible. Par exemple, les études publiées en janvier 2008, basées sur les séquences mitochondriales des girafes, suggèrent qu'il y a au moins 11 populations distinctes génétiquement en Afrique. Des méthodes similaires ont aussi trouvé que la grenouille amazonienne Pristimantis ockendeni est actuellement constituée d'au moins trois espèces différentes qui ont divergé il y a plus de cinq millions d'années. Les auteurs concluent : 

« Notre recherche couplée aux autres études suggère que la richesse en espèce dans l'Amazone supérieur est drastiquement sous-estimée par les inventaires actuels fondés sur les morpho-espèces »